# Hamburgische Notarkammer
Die Hamburgische Notarkammer ist die berufsständische Körperschaft öffentlichen Rechts der Notare in Hamburg. Ihre Mitglieder sind die in dem Bezirk des Hanseatischen Oberlandesgerichts Hamburg bestellten Notare.
Aufsichtsbehörde ist die Behörde für Justiz und Gleichstellung.

## Organe
Oberstes Organ ist die Versammlung der Mitglieder der Hamburgischen Notarkammer, die mindestens einmal jährlich zusammen tritt. Der Vorstand besteht aus dem Präsidenten Jens-Olaf Lenschow, seinem Stellvertreter Michael von Hinden und sechs weiteren Mitglieder. Es kann ein Geschäftsführer bestimmt werden, der nach Weisung des Präsidenten tätig ist.